# Feng Yanzhe
Feng Yanzhe (en chino: 冯彦哲; Tianjin, 13 de febrero de 2001 de 19) es un deportista chino que compite en bádminton. En los Juegos Asiáticos de 2022 consiguió dos medallas, oro por equipo y bronce en la prueba de dobles mixto.

## Palmarés internacional
| Juegos Asiáticos | Juegos Asiáticos | Juegos Asiáticos  | Juegos Asiáticos |
| Año              | Lugar            | Medalla           | Prueba           |
| ---------------- | ---------------- | ----------------- | ---------------- |
| 2022             | Hangzhou (China) | Medalla de oro    | Equipo           |
| 2022             | Hangzhou (China) | Medalla de bronce | Dobles mixto     |